# مايك فوكس (لاعب كرة قدم أمريكية)
مايك فوكس (بالإنجليزية: Mike Fox)‏ هو لاعب كرة قدم أمريكية أمريكي، ولد في 5 أغسطس 1967 في آكرون في الولايات المتحدة.

## وصلات خارجية
- مايك فوكس على موقع مرجع كرة القدم المحترفة.كوم (الإنجليزية)